# Missões diplomáticas da República Dominicana

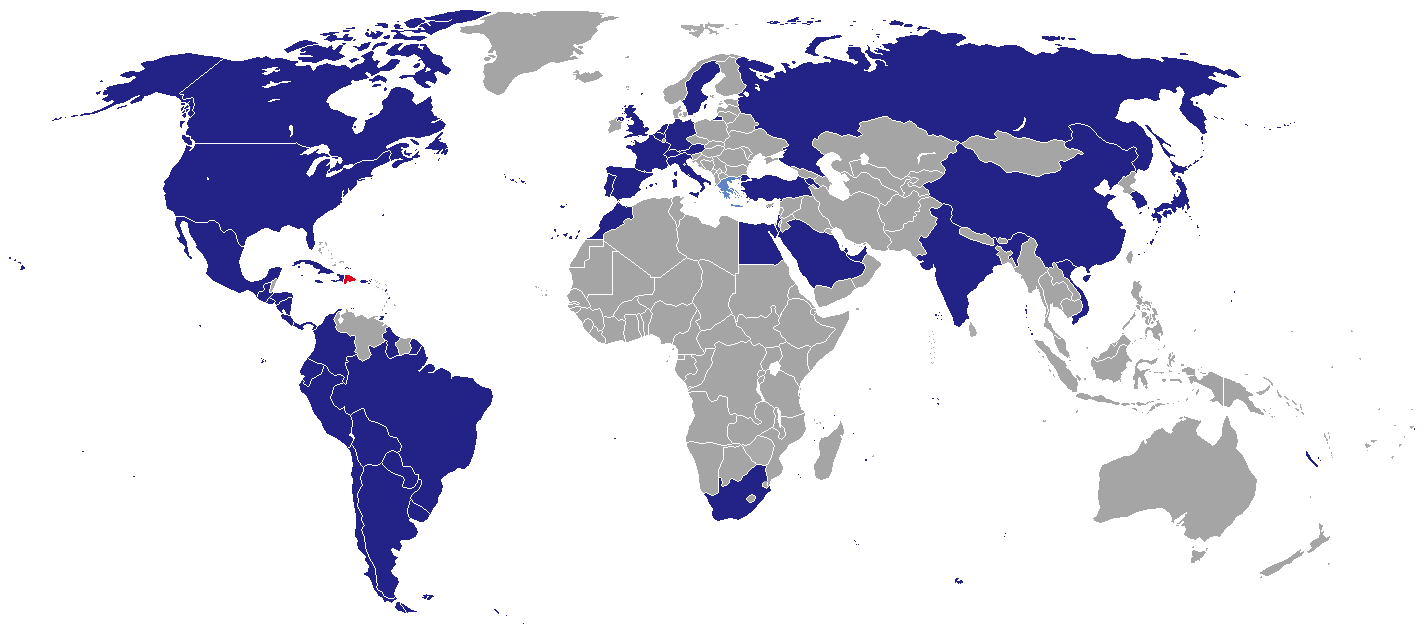
Missões diplomáticas da República Dominicana.

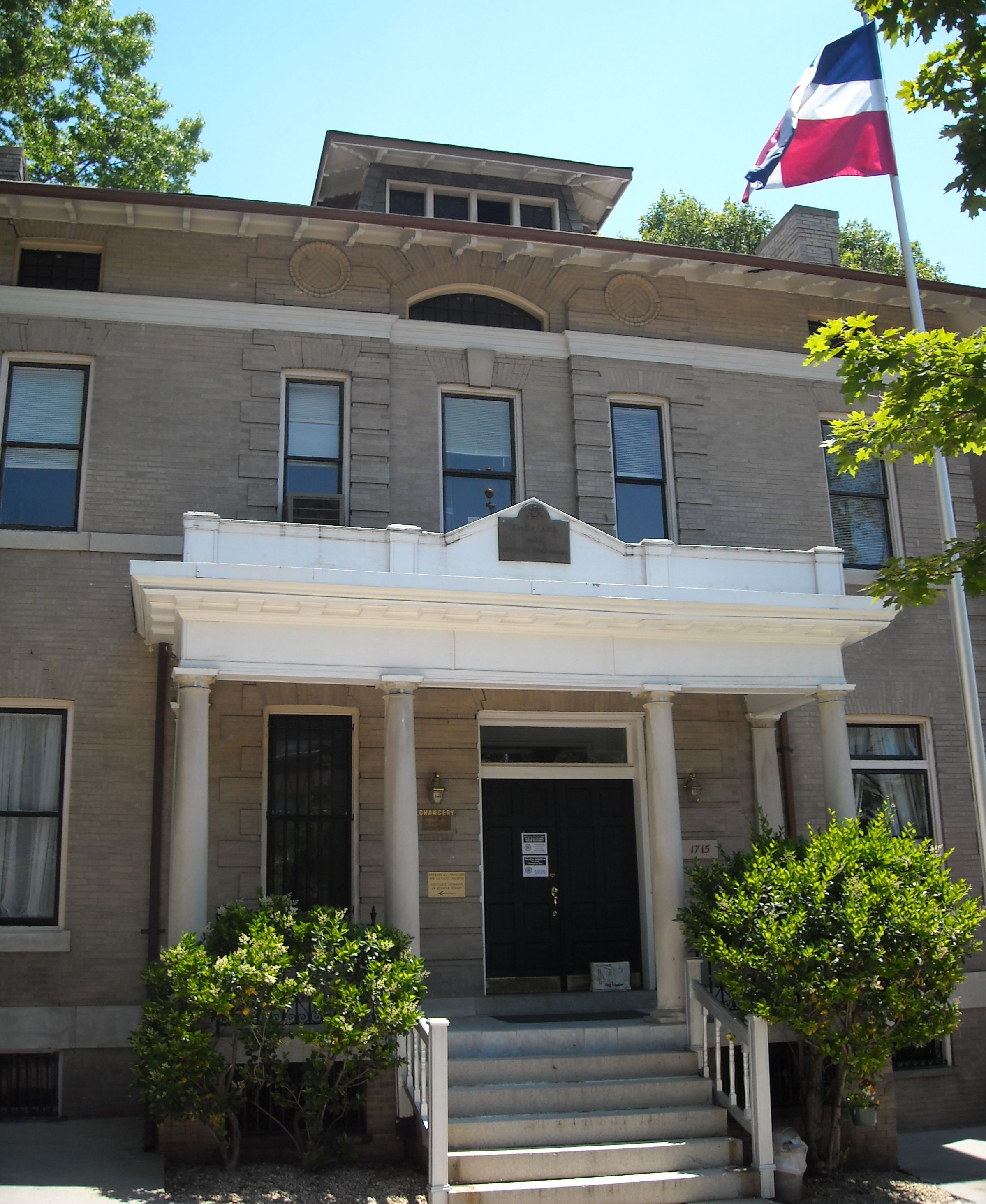
Embaixada da República Dominicana em Washington DC, EUA.

Abaixo estão listadas as embaixadas e consulados da República Dominicana, país que ocupa dois terços da ilha Hispaniola.

## Europa
- Alemanha
  - Berlim (Embaixada)
  - Hamburgo (Consulado-Geral)
- Áustria
  - Viena (Embaixada)
- Bélgica
  - Bruxelas (Embaixada)
  - Antuérpia (Consulado-Geral)
- Espanha
  - Madrid (Embaixada)
  - Barcelona (Consulado-Geral)
  - Sevilha (Consulado-Geral)
  - Valência (Consulado)
- França
  - Paris (Embaixada)
  - Marselha (Consulado-Geral)
- Grécia
  - Atenas (Consulado-Geral)
- Itália
  - Roma (Embaixada)
  - Gênova (Consulado-Geral)
  - Milan (Consulado-Geral)
- Países Baixos
  - Haia (Embaixada)
  - Amsterdã (Consulado-Geral)
  - Willemstad, Curaçao (Consulado-Geral)
  - Philipsburg, São Martinho (Consulado-Geral)
- Portugal
  - Lisboa (Embaixada)
- Rússia
  - Moscou (Embaixada)
- Suécia
  - Estocolmo (Embaixada)
- Suíça 
  - Berna (Embaixada)
  - Zurique (Consulado-Geral)
- Reino Unido
  - Londres (Embaixada)
- Santa Sé
  - Cidade do Vaticano – situada em Roma (Embaixada)

## América do Norte
- Canadá
  - Ottawa (Embaixada)
  - Montreal (Consulado-Geral)
  - Toronto (Consulado-Geral)
- México
  - Cidade do México (Embaixada)
- Estados Unidos
  - Washington DC (Embaixada)
  - Boston (Consulado-Geral)
  - Chicago (Consulado-Geral)
  - Los Angeles (Consulado-Geral)
  - Miami (Consulado-Geral)
  - Nova Orleans (Consulado-Geral)
  - Nova Iorque (Consulado-Geral)
  - San Juan, Puerto Rico (Consulado-Geral)
  - Mayagüez, Porto Rico (Consulado-Geral)

## América Central e Caribe
- Costa Rica
  - San José (Embaixada)
- Cuba
  - Havana (Embaixada)
- El Salvador
  - San Salvador (Embaixada)
- Guatemala
  - Cidade da Guatemala (Embaixada)
- Haiti
  - Porto Príncipe (Embaixada)
  - Anse-à-Pitres (Consulado-Geral)
  - Juana Méndez (Consulado-Geral)
  - Belladère (Consulado)
- Honduras
  - Tegucigalpa (Embaixada)
- Jamaica
  - Kingston (Embaixada)
- Nicarágua
  - Manágua (Embaixada)
- Panamá
  - Cidade do Panamá (Embaixada)
- Trinidad e Tobago
  - Port of Spain (Embaixada)

## América do Sul
- Argentina
  - Buenos Aires (Embaixada)
- Brasil
  - Brasília (Embaixada)
  - Rio de Janeiro (Consulado-Geral)
  - São Paulo (Consulado-Geral)
- Chile
  - Santiago (Embaixada)
- Colômbia
  - Bogotá (Embaixada)
- Equador
  - Quito (Embaixada)
- Peru
  - Lima (Embaixada)
- Uruguai
  - Montevidéu (Embaixada)
- Venezuela
  - Caracas (Embaixada)

## Ásia
- Coreia do Sul
  - Seul (Embaixada)
- Emirados Árabes Unidos
  - Abu Dhabi (Embaixada)
- Índia
  - Nova Délhi (Embaixada)
- Israel
  - Tel Aviv (Embaixada)
- Japão
  - Tóquio (Embaixada)
- Catar
  - Doha (Embaixada)
- Taiwan
  - Taipé (Embaixada)

## África
- África do Sul
  - Pretória (Embaixada)
- Egito
  - Cairo (Embaixada)

## Organizações multilaterais
- Bruxelas (Missão permanente da República Dominicana ante a União Europeia)
- Genebra (Missão permanente da República Dominicana ante as Nações Unidas e organizações internacionais)
- Nova Iorque (Missão permanente da República Dominicana ante as Nações Unidas)
- Paris (Missão permanente da República Dominicana ante a UNESCO)
- Roma (Missão permanente da República Dominicana ante a Organização das Nações Unidas para a Alimentação e a Agricultura)
- Viena (Missão permanente da República Dominicana ante as Nações Unidas)
- Washington DC (Missão permanente da República Dominicana ante a Organização dos Estados Americanos)